# Adélaïde Ferrière
Adélaïde Ferrière, née en 1996 à Dijon, est une percussionniste et marimbiste française. Elle remporte une Victoire de la musique classique à l'âge de 20 ans seulement.

## Biographie
Adélaïde Ferrière commence l'apprentissage du piano et des percussions à l'âge de 8 ans au Conservatoire de Dijon dans la classe de son père, Didier Ferrière. En 2014, elle participe à l’académie internationale Régis Pasquier, dirigée par Pierre Cao. Puis à l’âge de 15 ans elle intègre la classe du Conservatoire national supérieur de musique et de danse de Paris avec Michel Cerutti, où elle obtient son master avec les félicitations du jury en 2017. Elle suit enfin les cours de Samuel Walton au Royal College of Music de Londres en 2016,. 
Adélaïde Ferrière est familière du répertoire contemporain autant que classique (elle interprète au marimba, instrument proche du xylophone, des œuvres de Bach, Rameau, ou Piazzolla). 
En 2017, Adélaïde Ferrière est récompensée d'une Victoire de la musique classique dans la catégorie « Révélation soliste instrumental de l'année » à l'Auditorium de Radio France,. 
Elle collabore avec l’Orchestre philharmonique de Radio-France sous la direction de George Benjamin, l’Orchestre de l’Opéra national de Lorraine, l’Orchestre de l’Opéra de Toulon, l’Orchestre Victor-Hugo de Franche-Comté et l’Orchestre de chambre de la Nouvelle-Aquitaine. En 2022, elle est également artiste associée de l’Orchestre des Pays de Savoie. 
En 2022 Adélaïde Ferrière prend la succession de Thierry Caens à la direction artistique du festival Musique en Chambertin.

## Distinctions
- 2014 : Annelie Prize, Tromp International Percussion Competition, Pays-Bas[12]
- 2015 : Grand prix, prix Pierre Salvi, prix Jean-Paul Neu, prix du public, Concours du FMAJI, Paris[13]
- 2016 : 2e prix, soloist competition, Lille[14]
- 2017 : Révélation Soliste instrumental de l'année, Victoires de la musique classique, Paris[4]
- 2017 : 1er prix Grand Prize Virtuoso International Competition, Salzbourg[15]